# シーポーチャー (潜水艦)
シーポーチャー (USS Sea Poacher, SS/AGSS-406) は、アメリカ海軍の潜水艦。バラオ級潜水艦の一隻。艦名は北極海を中心に北太平洋や北大西洋に生息するカサゴ目トクビレ科の総称に因んで命名された。学術上の英名はSeaを抜いたPoacherだけで通用する。

## 艦歴
シーポーチャーは1944年2月23日にメイン州キタリーのポーツマス海軍造船所で起工した。5月20日にJ・H・スピラー夫人（ポーツマス海軍造船所の船体責任者であるスピラー中佐の妻）によって命名、進水し、7月31日に艦長フランシス・M・ガンバコータ中佐（アナポリス1935年組）の指揮下就役する。
ニューハンプシャー州ポーツマスやコネチカット州ニューロンドンでの公試、訓練および整調後、シーポーチャーはパナマ運河を通過し、10月25日に真珠湾に到着した。

### 哨戒
11月19日、シーポーチャーは最初の哨戒でシーオウル (USS Sea Owl, SS-405) およびピラーニャ (USS Piranha, SS-389) とウルフパックを構成し東シナ海に向かった。12月1日にサイパン島に寄港後、哨区に到着。12月17日には病院船を発見したが。しかし、攻撃機会は12月21日の1度のみで攻撃は成功せず、この哨戒で戦果を挙げることはなかった。1945年1月13日、シーポーチャーは52日間の行動を終えてグアム島アプラ港に帰投した。
1945年2月7日、シーポーチャーは2回目の哨戒で台湾方面に向かった。しかし、この哨戒では攻撃の機会は無く、戦果を挙げることはなかった。3月27日、シーポーチャーは48日間の行動を終えてミッドウェー島に帰投。艦長がチャールズ・F・リー（アナポリス1939年組）に代わった。
4月26日、シーポーチャーは3回目の哨戒で千島列島方面に向かった。この哨戒では5月11日にトロール船を雷撃で破壊し、4日後の5月15日には浮上しての攻撃で2隻の漁船を沈めた。しかし、この攻撃で20ミリ機銃の暴発により乗員3名が負傷。彼らの傷は重く、哨戒は打ち切られた。5月19日、シーポーチャーは24日間の行動を終えてミッドウェー島に帰投した。
6月16日、シーポーチャーは4回目の哨戒でモレイ (USS Moray, SS-300)、アングラー (USS Angler, SS-240) およびソーンバック (USS Thornback, SS-418) らとウルフパックを構成し日本近海に向かった。本州東部および北海道方面の哨区に到着後、7月20日に2隻の木造海上トラックを砲撃で撃沈した。7月22日にも海上トラックを撃沈し、翌7月23日には北緯37度22分 東経141度06分 / 北緯37.367度 東経141.100度の地点で特設監視艇第二号桐丸（太平洋漁業、70トン）を撃沈。7月26日と27日にも海上トラックと漁船を撃沈した。8月1日、シーポーチャーはアングラー、ソーンバックとともに様似周辺の漁船や陸上の艇庫、建物などを砲や機銃で手当たり次第に攻撃した。8月11日、シーポーチャーは54日間の行動を終えて真珠湾に帰投した。その後、真珠湾で修理が行われている間に終戦を迎えた。
シーポーチャーは第二次世界大戦の戦功で4個の従軍星章を受章した。

### 戦後
1946年から1949年までシーポーチャーはパナマ運河地帯のバルボアを拠点として、第6潜水戦隊の一部として艦隊演習および対潜水艦戦訓練に従事した。1949年6月1日、フロリダ州キーウェストの第4潜水戦隊に配属される。1951年、シーポーチャーは GUPPY IA 改修のためチャールストン海軍造船所入りした。
その後、シーポーチャーは経歴の大半をキーウェストやカリブ海で大西洋艦隊の様々な部隊と共に活動し、しばしば第6艦隊との地中海での任務、NATO軍部隊との様々な演習に従事した。キーウェストでの作戦活動中の1952年7月10日、シーポーチャーはユニークな経験をする。機関故障によって海上に浮いた飛行船の救援に速やかに駆けつけたシーポーチャーは、その飛行船をボカチカ海軍航空基地まで40マイル牽引した。
1959年7月、シーポーチャーはキーウェストを拠点とする第12潜水戦隊に転属し、現役任務の残りを同部隊で全うした。1962年の秋にキューバ危機が発生すると、シーポーチャーは他の大西洋艦隊の艦艇と共にキューバの海上封鎖に派遣された。
1969年、シーポーチャーはスペインおよびポルトガル海軍部隊と共同の対潜水艦戦訓練を大西洋の東部および北部で行い、その後キーウェストに帰還すると沿岸およびカリブ海で10月20日まで活動、続いて不活性化のためフィラデルフィアに向かう。シーポーチャーは11月1日に AGSS-306 （実験潜水艦）に艦種変更され、11月15日に退役、同地で大西洋予備役艦隊入りする。1971年6月30日、SS-306 （艦隊潜水艦）へ再変更される。シーポーチャーは1973年8月15日に除籍され、1974年7月1日に相互防衛援助計画の下、ペルーに売却された。

### ペルー海軍で
シーポーチャーはペルー海軍では当初パベロン・デ・パイカ (BAP Pabellón de Pica, S-49) と命名されたが、その数週間後にラ・ペドレラ (BAP La Pedrera, S-49) と変更された。ラ・ペドレラは1995年に退役し、埠頭での訓練に使用された。